# Phlebotomus gibiensis
Phlebotomus gibiensis är en tvåvingeart som beskrevs av Lewis, Minter och Ashford 1974. Phlebotomus gibiensis ingår i släktet Phlebotomus och familjen fjärilsmyggor.
Artens utbredningsområde är Etiopien. Inga underarter finns listade i Catalogue of Life.